# Eddie House
Pour les articles homonymes, voir House.
Edward L. House II (né le 14 mai 1978 à Berkeley en Californie), plus communément appelé Eddie House, est un ancien basketteur professionnel américain. Véritable globe-trotter au sein de la NBA, il a joué dans pas moins de 9 franchises en 11 saisons et y remporte le titre en 2008 avec les Celtics de Boston.

## Carrière

### Débuts et carrière universitaire
Eddie House nait à Berkeley en Californie et grandit à Union City non loin de là, dans le comté d'Alameda. Lors de ses études secondaires, il rejoint la James Logan High School puis la Hayward High School.
Il poursuit sa scolarité à l'Université d'État de l'Arizona au sein des Sun Devils d'Arizona State au poste de meneur. Il est encore actuellement le meilleur marqueur de l'histoire de l'université avec 2 044 points et détient également le record d'interceptions. Il devient l'un des rares joueurs de l'université à être nommé joueur de l'année de la Pacific-10 Conference avec Ike Diogu et James Harden. Il bat divers records lors de son année senior, notamment une performance à 61 points après double-prolongation face aux Golden Bears de Californie.

## Carrière NBA

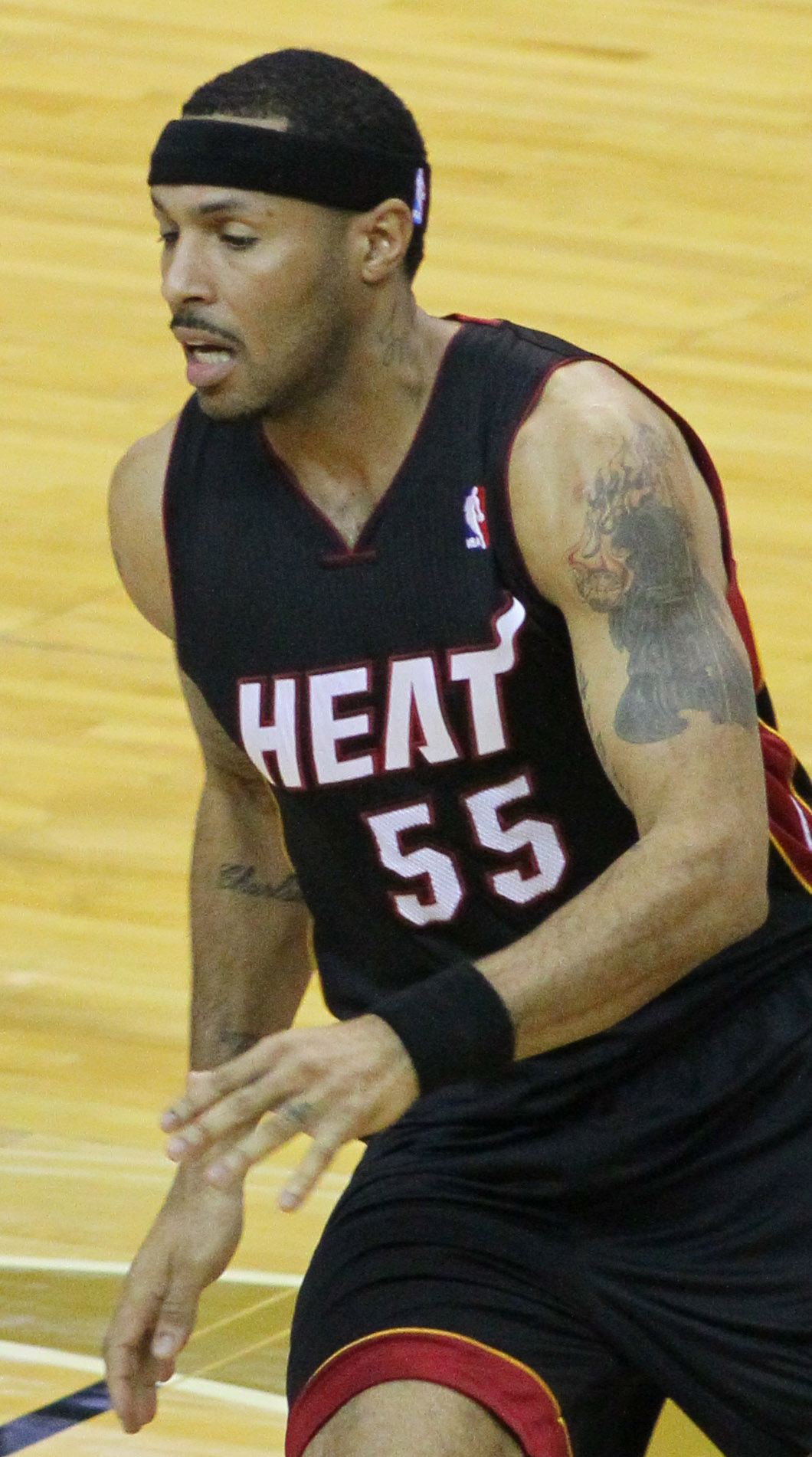
En 2010 avec le Heat de Miami

Il est drafté en 37e position de la Draft 2000 de la NBA par le Heat de Miami où il passe trois ans, avant d'être recruté par les Clippers de Los Angeles en tant qu'agent-libre. Il est transféré un an plus tard aux Bobcats de Charlotte, puis est balloté lors de la 2005-2006 entre les Bobcats, les Bucks de Milwaukee et les Kings de Sacramento. Il signe l'année suivante aux Suns de Phoenix avec lesquels il atteint la finale de la conférence ouest, battu par les Mavericks de Dallas.
Le 17 août 2006, il signe un contrat d'un an avec les Nets du New Jersey. L'année suivante, le 9 août 2007, il signe à nouveau un contrat d'un an avec les Celtics de Boston. Après deux saisons et demie passées avec les Celtics et un titre de champion remporté, il est envoyé aux Knicks de New York avec Bill Walker et J. R. Giddens en échange de Nate Robinson et Marcus Landry le 18 février 2010. En juillet 2010, il signe un contrat de 2,8 millions de dollars sur deux ans avec le Heat de Miami. Cependant, il est coupé le 24 décembre 2011, à la veille de la reprise du championnat par le club floridien.
Dans ses différentes franchises, son rôle est souvent celui d'un joueur de complément sortant du banc ; il excelle notamment dans le domaine du tir à trois points. Lors de la Saison NBA 2008-2009 avec les Celtics, il bat un record de franchise avec un pourcentage de 44,4 % à trois points sur l'ensemble de la saison. Le 13 avril 2011 avec le Heat, il bat son record de points en carrière avec 35 unités contre les Raptors de Toronto.

## Palmarès
- Champion NBA en 2008 avec les Celtics de Boston
- Champion de la Conférence Est de NBA et finaliste NBA en 2011 avec le Heat de Miami (défaite contre les Mavericks de Dallas)